# Kärntner Heimatlied
Hymna Korutan, jedné z rakouských spolkových zemí, je skladba Kärntner Heimatlied (česky Korutanská zemská píseň), známá též jako Dort, wo Tirol an Salzburg grenzt (česky Kde Tyrolsko hraničí se Salcburkem).

## Skladba
Skladbu složil v roce 1835 rakouský skladatel Josef Rainer von Harbach na báseň Johanna Thaurera von Gallensteina, která byla uveřejněna v časopise Carinthia v roce 1822. Skladba vznikla na zámku Waldstein ve městě Wolfsberg, Když místní majitel zámku Johann Michael Offner v roce 1835 požádal Harbacha, aby pro místní slavnost zhudebnil skladbu "Dort, wo Tirol an Salzburg grenzt". Píseň se poté zpopularizovala. V roce 1911 vlastenecká organizace Korutanský landsmanšaft, která byla zaměřena zejména proti místním Slovincům, skladbu vyhlásila za korutanskou národní hymnu. Skladba, která zmiňuje všechny části Korutanského vévodství, horní, střední i dolní Korutany, tak byla ideální písní proti žádostem místních Slovinců zejména na jihu, kteří žádali oddělení. Úspěch pro ně znamenalo, když v plebiscitu v Korutanech v roce 1920 se 59,1% obyvatel rozhodlo pro setrvání země v Rakouské republice. To znamenalo, že až polovina místních korutanských Slovinců se rozhodlo pro setrvání země v Rakousku a ne pro připojení ke Království Srbů, Chorvatů a Slovinců. V roce 1930 rakouská pedagožka Agnes Millonig napsala závěrečnou 4. sloku písně.

## Hymna
V roce 1966 byla píseň přijata za oficiální zemskou hymnu spolkové země Korutany.

## Slova
Da, wo Tirol an Salzburg grenzt,
Des Glockners Eisgefilde glänzt;
Wo aus dem Kranz, der es umschließt,
Der Leiter reine Quelle fließt,
Laut tosend, längs der Berge Rand –
Beginnt mein theures Vaterland.
Wo durch der Matten herrlich’ Grün
Des Dravestromes Fluthen zieh’n;
Vom Eisenhut, wo schneebedeckt
Sich Nordgau’s Alpenkette streckt,
Bis zur Carvanken Felsenwand –
Dehn’t sich mein freundlich’ Vaterland.
Wo, von der Alpenluft umweht,
Pomonens schönster Tempel steht;
Wo sich durch Ufer, reich umblüht,
Der Lavant Welle rauschend zieht,
Im grünen Kleid’ ein Silberband –
Schließt sich mein lieblich’ Vaterland.
Und breitet über Öst’reichs Haus
Der Kaiseraar die Schwingen aus –
Dann auch, von Feinden ungeneckt,
Sein Flügelpaar Karenta deckt;
Und segnend strecket Franzens Hand
Sich über dich, mein Vaterland!
Wo Mannesmut und Frauentreu’
die Heimat sich erstritt aufs neu’,
wo man mit Blut die Grenze schrieb
und frei in Not und Tod verblieb;
hell jubelnd klingt’s zur Bergeswand:
Das ist mein herrlich Heimatland!